# Lone Leegaard
Lone Leegaard har fungeret som vært og researcher på programmer på DR, blandt andet Pest over Europa om Den sorte død, Fortid til salg og Mellem 2 verdenskrige.
Desuden har hun tilrettelagt Kronprinsparrets nye hjem om istandsættelsen af Frederik VIII's Palæ.
I 2006 vandt hun en international pris for programmet om polarforskeren Knud Rasmussen i DR2-serien Store danskere.
Om den sorte død har hun også skrevet bogen Europa i katastrofens tegn.
Leegaard er opvokset i Aalborg, er student fra Roskilde Amtsgymnasium og har tidligere haft studiejob som rundviser på Ny Carlsberg Glyptotek.
Hun er magister i klassisk arkæologi fra Københavns Universitet.
Leegaard skrev manuskript og instruerede filmen Rivalerne på racerbanen fra 2016. 

## Eksterne link
- Lone Leegaard på Internet Movie Database (engelsk)
- Lone Leegaard på Filmdatabasen

## Henvisning
1. ↑  "Kronprinsparrets nye hjem". DR. 24. februar 2010. Arkiveret fra originalen 14. marts 2011. Hentet 9. marts 2011.
2. ↑  "Priser til DR TV i 2006". (Webside ikke længere tilgængelig)
3. ↑  Lone Leegaard (2007). Europa i katastrofens tegn. Jyllands-Postens Forlag.
4. ↑  Michael von Bülow (17. maj 2003/16. november 2006). "Jagten på fortiden". BT.dk. {{cite news}}: Tjek datoværdier i: |date= (hjælp)
5. ↑  "DR Presse Pest over Europa". Arkiveret fra originalen 6. maj 2003. Hentet 20. september 2009.
6. ↑  IMDB: Rivalerne på racerbanen Arkiveret fra IMDB d. 15. september 2022 og hentet samme dag.
7. ↑  Dokumentarfilm om Jan, Jason og Tom Arkiveret 15. september 2022 fra sn.dk og hentet samme dag